# Efferia pavida
Efferia pavida är en tvåvingeart som först beskrevs av Samuel Wendell Williston  1901.  Efferia pavida ingår i släktet Efferia och familjen rovflugor. Inga underarter finns listade i Catalogue of Life.